# نهاد نايلي
نهاد نايلي - من مواليد 11 أبريل 2001م، هي لاعبة كرة قدم جزائرية محترفة، تلعب كمهاجم مع نادي نيس في دوري الدرجة الثانية الفرنسي والمنتخب الجزائري. وهي خريجة أكاديمية الشباب لنادي أولمبيك ليون.

## النشأة
وُلِدت نايلي في قالمة بالجزائر لعائلة رياضية. والدها، اسكندر، لاعب سابق في نادي قالمة واتحاد تبسة، كما كان لاعباً دولياً سابقاً للناشئين خلال ثمانينيات القرن العشرين. أما عمها عبد القادر المعروف بقدور فقد كان عضوًا في فريق نادي قالمة الشهير في الستينيات. 

## المسيرة الكروية
بدأت نايلي مسيرتها في فريق الشباب مع نادي ES Genas Azieu في عام 2018م.  وانضمت إلى أكاديمية أولمبيك ليون في عام 2019م. حيث لعبت لفرق الشباب كمهاجمة لمدة أربع سنوات. في آخر مباراة لها مع الفريق الاحتياطي، سجلت ثلاثية، مما ساعدهم على الفوز بكأس دوري أوفيرن- رون ألب لكرة القدم ضد كليرمون فوت 63. 
وقعت نايلي على أول عقد احترافي لها مع نادي  Stade Brestois النسائي  وبعد أن لعبت 14 مباراة وسجلت ثلاثة أهداف، انضمت نهاد ي وقت لاحق إلى نادي OGC Nice في سبتمبر 2023م.  

## المسيرة الدولية
في نوفمبر 2021م، تلقت نايلي أول استدعاء لها للانضمام إلى المنتخب الجزائري من قبل المدرب راضية فرتول للعب مباراتين وديتين ضد تونس، في إطار الاستعداد لتصفيات كأس الأمم الأفريقية للسيدات 2022م.   شاركت نايلي للمرة الأولى مع الفريق الأول في 28 نوفمبر 2021م، وذلك في مباراة ودية انتهت بفوز تونس على الجزائر 4-2. 

## إحصائيات المهنة

### النادي
آخر تحديث اعتبارًا من المباراة التي لُعبت في 17 ديسمبر 2023
.
| النادي            | الموسم   | الدوري        | الدوري    | الدوري  | الكأس     | الكأس   | قارية     | قارية   | أخرى      | أخرى    | المجموع   | المجموع |
| النادي            | الموسم   | القسم         | المشاركات | الأهداف | المشاركات | الأهداف | المشاركات | الأهداف | المشاركات | الأهداف | المشاركات | الأهداف |
| ----------------- | -------- | ------------- | --------- | ------- | --------- | ------- | --------- | ------- | --------- | ------- | --------- | ------- |
| Stade brestois 29 | 2022–23  | القسم 2 سيدات | 13        | 3       | 1         | 0       | —         | —       | —         | —       | 14        | 3       |
| Stade brestois 29 | المجموع  | المجموع       | 13        | 3       | 1         | 0       | —         | —       | —         | —       | 14        | 3       |
| Nice              | 2023–24  | القسم 2 سيدات | 8         | 3       | –         | –       | —         | —       | —         | —       | 8         | 3       |
| Nice              | المحموع  | المحموع       | 8         | 3       | –         | –       | —         | —       | —         | —       | 8         | 3       |
| الاجمالي          | الاجمالي | الاجمالي      | 21        | 6       | 1         | 0       | —         | —       | —         | —       | 22        | 6       |

### دولي
آخر تحديث اعتبارًا نت المباراة التي لُعبت في 5 ديسمبر 2023
.
| المنتخب الوطني | سنة     | المشاركات | الأهداف |
| -------------- | ------- | --------- | ------- |
| الجزائر        | 2021    | 1         | 0       |
| الجزائر        | 2022    | 0         | 0       |
| الجزائر        | 2023    | 2         | 0       |
| المجموع        | المجموع | 3         | 0       |

## روابط خارجية
- نبذة عن النادي (بالفرنسية)
- الملف الشخصي لـ StatsFootoFeminin (بالفرنسية)
- نهاد نايلي على الأرشيف الرياضي العالمي